# Kirovskiy Rayon (region i Kazakstan, Nordkazakstan)
Kirovskiy Rayon är en region i Kazakstan.   Den ligger i oblystet Nordkazakstan, i den norra delen av landet, 400 km norr om huvudstaden Astana.